# Megacoelum beckeri
Megacoelum beckeri is een wants uit de familie van de blindwantsen (Miridae). De soort werd het eerst wetenschappelijk beschreven door Franz Xaver Fieber in 1870.

## Uiterlijk
De redelijk ovaal gevormde, glanzende, bruingele of roodbruine wants heeft volledige vleugels en kan 6,5 tot 7,5 mm lang worden. De antennes zijn lang en roodbruin of bruingeel, net als de kop, het halsschild en het scutellum. Het halsschild heeft een dunne lichtere achterrand. Het achterste deel van het halsschild en het midden van het scutellum zijn soms erg donker. Het uiteinde van het verharde deel van de voorvleugels (cuneus) is rood. Het doorzichtige gedeelte van de voorvleugels is bruin. De lange roodbruine poten hebben lange zwarte stekels op buitenkant van de achterschenen en lange beharing aan de binnenkant. Hiermee is de soort te onderscheiden van de verder zeer gelijkende Megacoelum infusum. Die soort heeft daar namelijk kortere stekels en korte haartjes en komt bovendien voornamelijk voor op eik en niet op grove den.

## Leefwijze
De opvallende rode nimfen komen na de winter uit het eitje en leven voornamelijk op zandgronden in heide- en duingebieden op grove den (Pinus sylvestris) waar ze drinken van het sap uit de jonge naalden en jagen op bladluizen. Er is een enkele generatie per jaar en de volwassen dieren worden gevonden van juli tot september.

## Leefgebied
In Nederland is de soort vrij algemeen. Het verspreidingsgebied strekt zich uit van Europa tot de Kaukasus en Noord-Afrika. 